# Даланівський
Даланівський, Данилівський (пол. Dalanowski potok) — гірський потік в Україні, у Стрийському районі Львівської області у Галичині. Правий доплив Стрию, (басейн Дністра).

## Опис
Довжина потоку приблизно 4,62 км, найкоротша відстань між витоком і гирлом — 4,01 км, коефіцієнт звивистості потоку — 1,15. Формується багатьма безіменними гірськими струмками. Потік тече у межах Сколівських Бескидів (частина Українських Карпат).

## Розташування
Бере початок на північно-західних схилах гори Ясенець (885 м). Тече переважно на північний схід мішаним лісом і на південно-західній околиці села Підгородці впадає у річку Срий, праву притоку Дністра.